# Президентские выборы в Приднестровской Молдавской Республике (2006)
Выборы президента Приднестровской Молдавской Республики — четвёртые выборы президента Приднестровья, прошедшие 10 декабря 2006 года.
В выборах участвовали четыре кандидата и победил действующий президент ПМР Игорь Николаевич Смирнов, набравший 82,4 % голосов. В выборах приняло участие 257 810 избирателей (66,1 %).

## Предыстория
В избирательной кампании участвовали четыре кандидата. Для сравнения: в 1996 году за пост президента боролись 2 кандидата, в 2001 — 3. Так как конституцией ПМР не предусмотрено отдельных выборов вице-президента, вместе с кандидатурой президента выставлялась и кандидатура вице-президента.
Кандидаты:
- Игорь Николаевич Смирнов — действующий президент ПМР (вице-президент — министр внутренних дел ПМР Александр Королёв)
- Надежда Бондаренко — кандидат от партии Коммунистов (вице-президент — пенсионер Анатолий Баженов)
- Пётр Томайлы — депутат парламента (вице-президент — депутат местного совета города Бендеры Александр Коршунов)
- Андрей Сафонов — бывший министр образования, науки и культуры ПМР, основатель и главный редактор «Новой газеты» (вице-президент — заместитель главного редактора «Новой газеты» Григорий Воловой)

20 ноября 2006 года ЦИК Приднестровья отказал Андрею Сафонову в регистрации в качестве кандидата на пост президента. Причиной отказа послужило то, что из 9436 подписей, собранных в поддержку Сафонова, 2148 оказались недостоверными, что превышало допустимую норму — 15 % от общего числа. Однако 30 ноября Тираспольский городской суд постановил зарегистрировать Сафонова в качестве кандидата на пост президента Приднестровья и заместителя редактора «Новой газеты» Григория Волового — в качестве кандидата в вице-президенты. Центризбирком Приднестровья выполнил постановление суда 5 декабря.
Игорь Смирнов, Надежда Бондаренко и Пётр Томайлы выступали за сближение с Россией и другими странами постсоветского пространства. Социал-либерал Андрей Сафонов выступал за «многовекторную» политику и европейские перспективы Приднестровья. Главные расхождения в программах кандидатов от власти и оппозиции относились к внутренней политике. Надежда Бондаренко и Андрей Сафонов критиковали сложившуюся систему управления. Томайлы и Сафонов заявляли, что нужно изменить принцип формирования исполнительной власти. Томайлы в своей программе предлагал ввести должность премьер-министра, а также создать ряд новых ведомственных структур — министерство экономического развития и торговли, управление чрезвычайных ситуаций и другие. Все оппозиционные кандидаты выступали за реформу местного самоуправления. По их мнению, мэры городов и главы районных администраций должны избираться, а не назначаться президентом. Бондаренко и Сафонов высказывались также за выборность судей. Сафонов и Томайлы выступали за перевод армии на контрактную основу. Все претенденты на пост президента в своих программах говорили о проблемах малого бизнеса. Игорь Смирнов предлагал ряд льгот для малого бизнеса (упрощение разрешительных процедур, создание выгодных условий кредитования и т. п). Надежда Бондаренко указывала на необходимость принятия нового налогового законодательства, которое защищало бы малый бизнес. Все кандидаты в своих программах упоминали о повышении пенсий, социальной защите детей и молодёжи, совершенствовании систем здравоохранения и образования. Игорь Смирнов в ходе кампании большое внимание уделил вопросам, связанным с пенсионным обеспечением. Пётр Томайлы сделал определённый акцент на молодёжной политике. В общем, можно сказать, что Игорь Смирнов ассоциируется с укреплением существующей системы госуправления, интеграцией Приднестровья и России и инфраструктурными проектами (газификацией Приднестровья), программа Андрея Сафонова означает либеральные реформы, а имя Надежды Бондаренко связывается с реприватизацией и социальным перераспределением.
Для того, чтобы выборы были признаны состоявшимися, необходимо участие в них 50 % от общего числа избирателей плюс один голос. Такое же число — 50 % избирателей, принявших участие в голосовании, плюс один голос необходимо, чтобы президент был избран в первом туре. В противном случае по закону должен быть назначен второй тур.

## Ход выборов
7 декабря в Приднестровье было проведено досрочное голосование. Досрочно проголосовали около 1000 человек. Подсчёт этих голосов был произведён вместе со всеми голосами, поданными в день выборов. 10 декабря в 7:00 по местному времени открылись все 263 избирательных участка. голосование проходит с 7:00 до 20:00 по местному времени.
Согласно информации на 9:00 10 декабря, в выборах президента республики приняло участие 5,7 % избирателей. Наиболее активен Григориопольский район. Там свои голоса отдали 10,3 % избирателей. За Григориополем следуют Каменка с 9,7 %, Рыбница (6,7 %) и Дубоссары (6,4 %). В Бендерах уровень электоральной активности равен 5,3 %, в Слободзее — 5,2 %. В Тирасполе на избирательные участки пришли пока лишь 3,7 % жителей.
Согласно последним данным, обнародованным Центральной избирательной комиссией ПМР, по состоянию на 12 часов местного времени явка избирателей на президентских выборах в Приднестровье составляет уже 28,4 %. Григориопольский район по-прежнему наиболее активен. Здесь свои голоса отдали 44,2 % избирателей. На втором месте расположился Каменский район с явкой в 40,3 %. Далее в порядке убывания следуют: Дубоссарский район — 34,7 %, Слободзейский район — 29,6 %, Рыбницкий район — 26 %, город Тирасполь — 25,3 %. На последнем месте пока находится город Бендеры, где проголосовало всего 21,9 % избирателей.
На момент закрытия избирательных участков в 20.00 по местному времени, в Тирасполе проголосовало 60,8 % избирателей, в Бендерах — 63,3 %, в Слободзее — 69,6 %, в Григориополе — 75,6 %, в Дубоссарах — 64,0 %, в Рыбнице — 64,7 % и в Каменке — 73,5 %.
По данным опросов при выходе с избирательных участков (exit-polls), убедительную победу на выборах одержал Игорь Смирнов. Кандидат от местной компартии Надежда Бондаренко набрала, по данным exit-polls, 8,54 % голосов, редактор оппозиционной «Новой газеты» Андрей Сафонов — 6,51 %, депутат Верховного Совета Пётр Томайлы — всего 1,37 % голосов. 4,02 % проголосовали против всех, отказались отвечать на вопросы социологов — 16,22 %.

## Предварительные результаты
11 декабря Центральная избирательная комиссия Приднестровья подвела предварительные итоги президентских выборов 10 декабря. На них убедительную победу одержал действующий глава государства Игорь Смирнов. За него отдали свои голоса 82,4 % избирателей. Представитель партии коммунистов Надежда Бондаренко набрала чуть более 8 % голосов, оппозиционный кандидат Андрей Сафонов — 3,9 %. На последнем месте — бизнесмен, депутат Верховного Совета ПМР Пётр Томайлы. У него 2,1 % голосов. В выборах приняли участие 65,4 % приднестровских избирателей.

## Окончательные результаты
Центральная избирательная комиссия Приднестровья 13 декабря утвердила окончательные итоги президентских выборов. На территории Приднестровья были открыты 263 избирательных участка. На всех участках выборы признаны действительными. Председатель ЦИК Пётр Денисенко отметил, что выборы проходили в спокойной обстановке. Международные наблюдатели — как российские, так и европейские — подтвердили, что голосование соответствовало законодательству Приднестровья и международным требованиям.
| Кандидат                                                               | Вице-президент (Кандидат) | Партия     | Голосов  | %    |
| ---------------------------------------------------------------------- | ------------------------- | ---------- | -------- | ---- |
| Игорь Смирнов                                                          | Александр Королёв         | Республика | 212, 384 | 82,4 |
| Надежда Бондаренко                                                     | Анатолий Бажен            | КПП и ПКП  | 20, 902  | 8,1  |
| Андрей Сафонов                                                         | Григорий Воловой          | независимы | 10, 162  | 3,9  |
| Пётр Томайлы                                                           | Александр Коршунов        | Обновление | 5, 480   | 2,1  |
| Против всех                                                            | -                         | -          | 4, 216   | 1,6  |
| Признаны недействительными                                             | -                         | -          | 4, 638   | 1,9  |
| Всего                                                                  |                           |            | 257, 782 | 100% |
| Источник: Regnum Архивная копия от 13 сентября 2012 на Wayback Machine |                           |            |          |      |

## Реакция на выборы
11 декабря 2006 года в Тирасполе прошёл митинг в честь вновь избранного президента Приднестровья. На площади Суворова, по информации ТВ ПМР, собралось более 15 тысяч человек со всех районов Приднестровья. Перед пришедшими выступали представители всех городов и районов, предприятий, доверенные лица Игоря Смирнова и сам президент.
Министерство иностранных дел и европейской интеграции (МИДЕИ) Молдавии призвало международное сообщество не признавать результаты выборов в ПМР и осудить это мероприятие, которое МИДЕИ назвало провокационным. Об этом говорится в дипломатической ноте МИДЕИ Молдавии, направленной дипломатическим миссиям и представительствам международных организаций в Республике Молдова. Страны Евросоюза, Украина, и США, не признали выборы президента Приднестровья легитимными.
Представитель британской Хельсинкской группы (BHHRG) Маартен Даунде ван Трооствийк на пресс-конференции в Тирасполе сообщил, что группа на выборах президента Приднестровья нарушений не обнаружила. Депутат Государственной думы России Наталья Нарочницкая заявила, что делегацией российской госдумы также не было обнаружено серьёзных нарушений.
Хельсинкский комитет по правам человека в Молдавии утверждает, что агитация голосования за действующего президента Игоря Смирнова носила насильственный характер, а выражавшие протест против агитации сталкивались с угрозами потери рабочего места. Также комитет отметил сильную диспропорцию представления кандидатов в предвыборной кампании в пользу Смирнова.
Кандидат на пост президента Приднестровья Андрей Сафонов, набравший на выборах 3,9 % избирателей заявил, что у него «есть все основания, чтобы усомниться в результатах выборов». Он считает, что уровень протестного голосования был намного выше. Сафонов также сообщил, что согласно поступавшим от наблюдателей данным, Смирнов получил менее 64 % голосов. Лидер Приднестровской коммунистической партии Олег Хоржан, возглавлявший избирательный штаб Натальи Бондаренко, заявил, что по мнению его партии, Бондаренко должна была получить большее количество голосов, но этот показатель был занижен.